# 和田方正
和田 方正（わだ ほうせい、1850年12月（嘉永3年11月）- 1895年（明治28年）5月2日）は、明治期の地主、農業経営者、政治家。衆議院議員。

## 経歴
下野国塩谷郡、のちの栃木県塩谷郡岡村（片岡村大字岡村、矢板町を経て現矢板市）で、戸長を務める家に生まれた。農業を営む。
三大区三小区副戸長に就任。1872年（明治5年）29カ村戸長となる。以後、地主総代、区長、学区取締を務めた。1882年（明治15年）2月、栃木県会議員に選出され、立憲改進党に所属して、1890年（明治23年）まで8年間在任した。この間、塩谷郡学務課長を務めた。
1894年（明治27年）9月、第4回衆議院議員総選挙（栃木県第4区）で当選したが、議員在任中の1895年5月、日本赤十字社病院で肺疾患のため死去した。

## 国政選挙歴
- 第1回衆議院議員総選挙（栃木県第4区、1890年7月、立憲改進党）落選[7]
- 第2回衆議院議員総選挙（栃木県第4区、1892年2月、立憲改進新党）次点落選[7]
- 第3回衆議院議員総選挙（栃木県第4区、1894年3月、立憲改進党）次点落選[7]
- 第4回衆議院議員総選挙（栃木県第4区、1894年9月、立憲改進党）当選[4]